# Een beetje
Een beetje, известная также по сокращённому написанию 'n Beetje (с нидерл. — «Немного»), песня-победительница конкурса «Евровидение 1959 года», исполненная Тедди Схолтен на нидерландском языке. Песня стала второй победой Нидерландов в течение первых четырёх лет истории «Евровидения».
Песня была более динамична, чем предыдущие песни-победители, а также имела несколько менее серьёзный текст. Он поется от лица молодой женщины, которую её любовник спрашивает, «честна ли она» и «верна ли она ему», на что девушка отвечает: «Немного». После необычного признания, она затем оправдывается комментарием о том, что «все влюблены хотя бы раз», поэтому нельзя сказать, что никто никому абсолютно верен. Соответствуя тексту песни, мелодия имеет то, что не хватало предыдущим песням-победителям. Схолтен также записала песню на немецком («Sei ehrlich»), французском («Un p’tit peu»), итальянском («Un poco») и шведском («Om våren») языках. Она спела английскую версию для британского телевидения («The Moment»).
Песня была исполнена пятой в тот вечер, после Жака Пиллса из Монако с «Mon ami Pierrot» и до западно-германского дуэта Алиса и Эллен Кесслер с «Heute Abend wollen wir tanzen geh’n». К моменту завершения голосования, песня получила 21 балл, в том числе, 7 баллов от Италии , заняв первое место из одиннадцати.